# Miconia rubra
Espèce
Synonymes
Selon Tropicos (8 septembre 2024)
- Clidemia rubra (Aubl.) Mart.
- Clidemia rubra var. biacuta (Naudin) Cogn.
- Melastoma rubrum Aubl. - Basionyme
- Sagraea rubra (Aubl.) Triana
- Staphidiastrum rubrum (Aubl.) Naudin
- Staphidiastrum rubrum var. biacutum Naudin

Selon GBIF (8 septembre 2024)
- Clidemia heteromalla D.Don
- Clidemia platyphylla (Naudin) Cogn.
- Clidemia rubra (Aubl.) G.Don f
- Clidemia rubra (Aubl.) Mart.
- Clidemia rubra var. biacuta (Naudin) Cogn.
- Clidemia rubra var. brevifolia Cogn.
- Clidemia rubra var. cordifolia Benth.
- Clidemia rubra var. intermedia S.Moore
- Clidemia rubra var. macrophylla Cogn.
- Clidemia rubra var. microphylla (Naudin) Cogn., 1888
- Clidemia rubra var. rubra (Aubl.) G.Don, 1830
- Clidemia rubra var. ursina Hoehne
- Maieta rubra (Aubl.) Baill.
- Melastoma rubrum Aubl. - Basionyme
- Melastoma sessiliflorum L.
- Melastoma sessiliflorum Vahl
- Sagraea cognata Steud.
- Sagraea platyphylla (Naudin) Triana
- Sagraea rubra (Aubl.) Triana
- Sagraea sessiliflora (Vahl) DC.
- Staphidiastrum cognatum (Steud.) Naudin
- Staphidiastrum platyphyllum Naudin
- Staphidiastrum rubrum (Aubl.) Naudin
- Staphidiastrum rubrum var. biacutum Naudin
- Staphidiastrum rubrum var. microphyllum Naudin
- Staphidiastrum rubrum var. rubrum (Aubl.) Naudin, 1852

Miconia rubra est une espèce de plantes à fleurs de la famille des Melastomataceae. C'est un arbuste trouvé en Amérique du Sud.

## Description
Miconia rubra est un arbuste haut jusqu'à 3 m.

En 1953, Lemée en propose la description suivante de Miconia rubra :

« C. rubra Mart. (Melastoma r. Aubl., C. aphanantha Sagot). Plante herbacée ou ligneuse à tiges, pétioles et inflorescences très velus ; feuilles de 0,06-0,15 sur 0,03-0,07, pétiolées ovales ou ovales-oblongues aiguës ou subacuminées, à base obtuse ou subcordée, poilues-subscabres en dessus, très tomenteuses en dessous, 5-7-nervées ; faisceaux sessiles denses pauciflores, fleurs à calice tubuleux-urcéolé, sépales très petits, les dents extérieures les égalant ou les clépassant. - Maroni : Saint-Laurent (R. Benoist) ; herbier Lemée : Saint-Georges d'Oyapoc, tige simple, tomentum du dessous des feuilles jaunâtre, baie d'un noir bleuâtre. »

— Albert Lemée, 1953.

## Répartition
Miconia rubra est présent du sud de la Colombie au Brésil, en passant par le Venezuela, le Guyana, le Suriname, la Guyane, le Pérou, et la Bolivie.

## Écologie
Miconia rubra pousse au Venezuela dans les forêts de plaine à feuilles persistantes, et les savanes, à 100-300 m d'altitude.

## Usages
Les baies de Miconia rubra ont des propriétés antioxydantes, et ses polyphénols ont été analysés.
L'extrait de Miconia rubra a été analysé chimiquement.

## Protologue

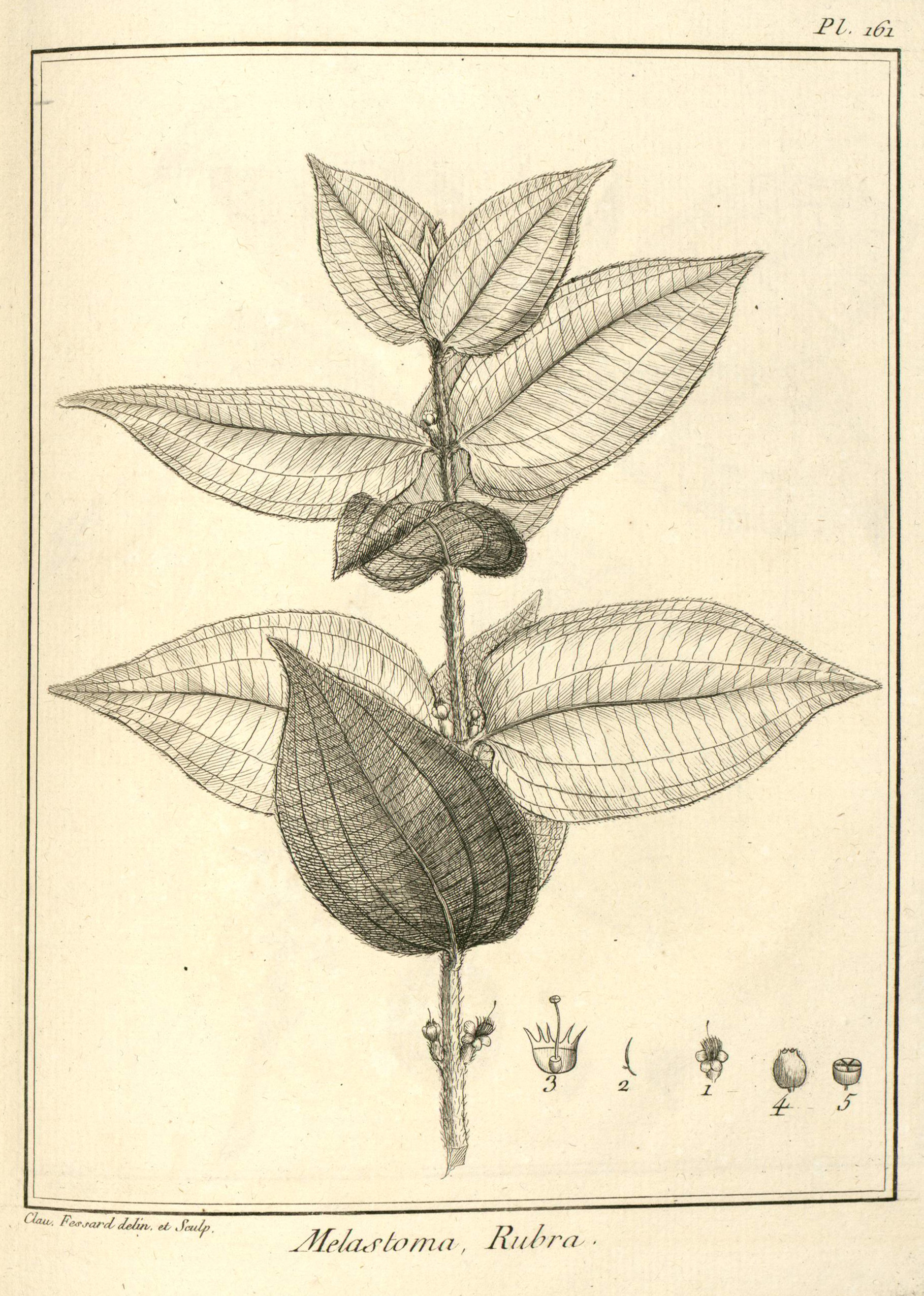
Miconia rubra par Aublet (1775) 1. Fleur épanouie. - 2. Étamine. - 3. Calice ouvert. Ovaire. Style. Stigmate. - 4. Baie. - 5. Baie coupée en travers.

En 1775, le botaniste Aublet a décrit Miconia rubra et en a proposé le protologue suivant : 

« 9. MELASTOMA (rubra) foliis ſubcordatis, ſeſſilibus, floribus axiilaribus. {Tabula 161.)
Arbuſcula Jamaicenſis pentaneuros, foliis craſſis, leviter dentatis; ſupernâ, facie ferrugineâ, pronâ candicante, & molli lanugine villoſis. Pluk. Alm. 40. tab. 164. fig. 5.
Fruticulus caules plures, pedales & bipedales, tetragonos, tomentoſos, in ſummitate ramoſos, e radice emitcens, inferne nudos, ſuperne folioſos. Folia cordato-acuminata, ſubſerrata, tomentoſa, ſuperne viridia, inferne ferruginea,quinque-nervia, ſubſeſſilia. Flores ſolitarii, quandoque bini aut terni, ſeſſiles, in axillis foliorum, auc ilipra caulem, in axilla folii jam decidui. Corolla purpuraſcens. Stamina decem. Pericarpium : bacca rubra, villoſa, calici adnata, quinque-locularis.
Florebat Junio.
Habitat Guianæ ad ripam rivuli, propè prædium Domini Du Chaſſis.

LE MéLASTOME velu. (PLANCHE 161.)
Cet arbrisseau pouſſe de ſa racine un grand nombre de tiges couvertes de poils rouſſâtres; elles ſont rameuſes, & à quatre angles, garnies de feuilles velues, oppoſées & diſpoſées en croix, larges à leur baſe, légèrement dentelées, terminées en pointe, vertes en deſſus, cendrées en deſſous: &r malgré les poils dont elles ſont entièrement couvertes en deſſous, on apperçoit cinq nervures ſaillantes, longitudinales, entre leſquelles ſont placées un grand nombre de tranſverſales. La figure que j'en donne le repréſente de grandeur naturelle. La partie inférieure des tiges eſt denuée de feuilles; & à leur place, de chaque côté, naiſſent des fleurs purpurines, preſque toujours ſolitaires & ſeſſiles ; il en pouſſe de même à l'aiſſelle des feuilles qui ſubſiſtent ſur les tiges & les rameaux. Leur calice eſt en forme de coupe, évaſé a ſon limbe, & diviſé en cinq parties aiguës. 
Les pétales ſont cinq, ovales, attachées par un onglet entre les diviſions du calice. 
Les étamines ſont au nombre de dix, rangées ſur un diſque au deſſous de l'inſertion des pétales. Leur filet porte une anthère qui s'articule avec lui par ſon extrémité inférieure qui eſt fourchue. Cette anthère eſt à deux bourſes qui s'ouvrent en deux valves. 
Le piſtil eſt un ovaire arrondi, ſurmonté d'un style, terminé par un STIGMATE obtus. 
L'ovaire conjointement avec le calice, devient une baie ſucculente, velue, de couleur rouge. elle eſt à cinq loges, partagées par des cloiſons mitoyennes, & remplies de menues semences. 
Cette baie eſt douce & bonne a manger. 
J'ai trouvé cet arbriſſeau en fleur & en fruit au mois de Juin ; c'eſt à la terre ferme ſur le bord d'un ruiſſeau que forme la fontaine de l'habitation de M. du Chaſſis. »

— Fusée-Aublet, 1775.

## Galerie

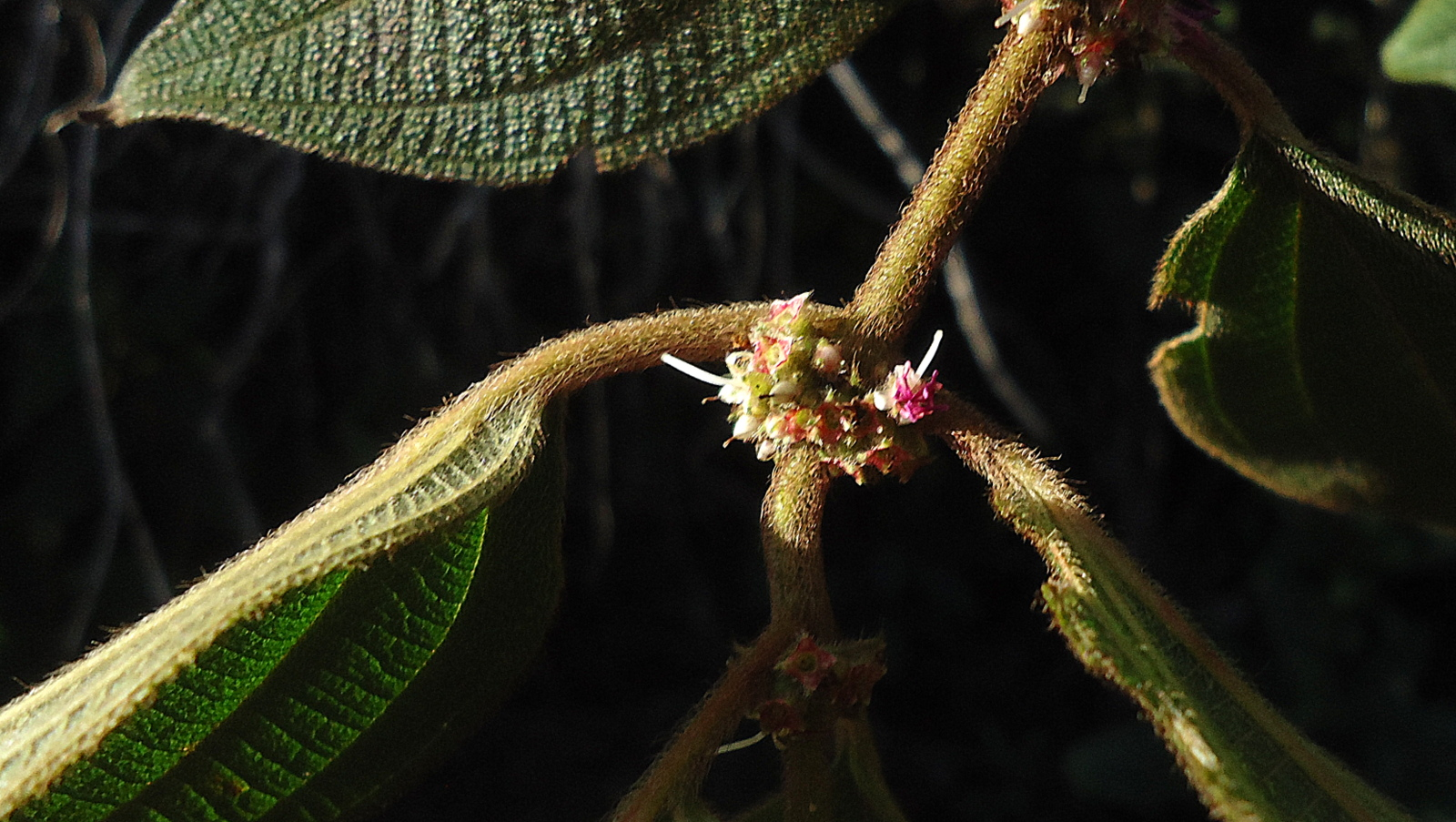
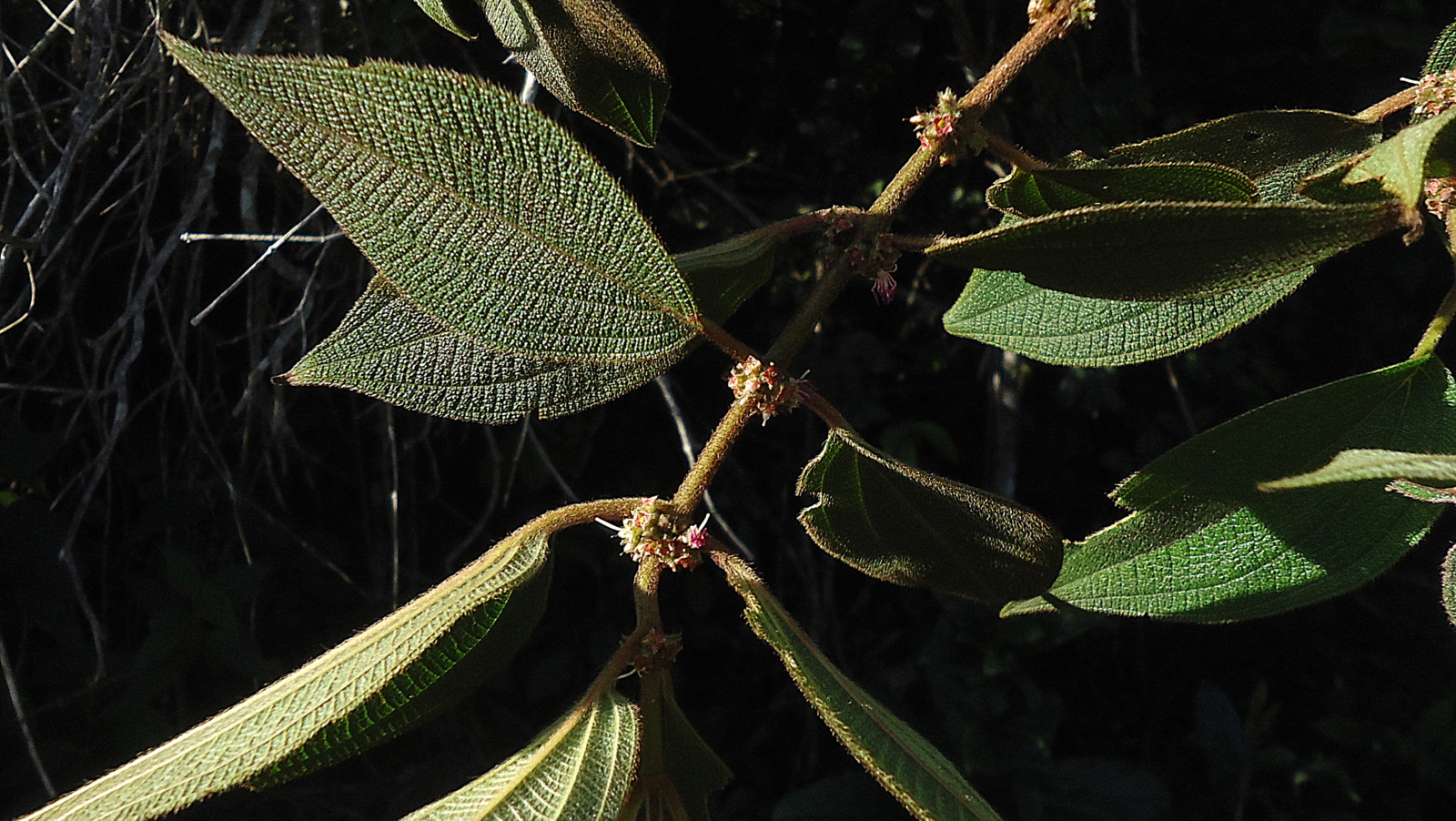
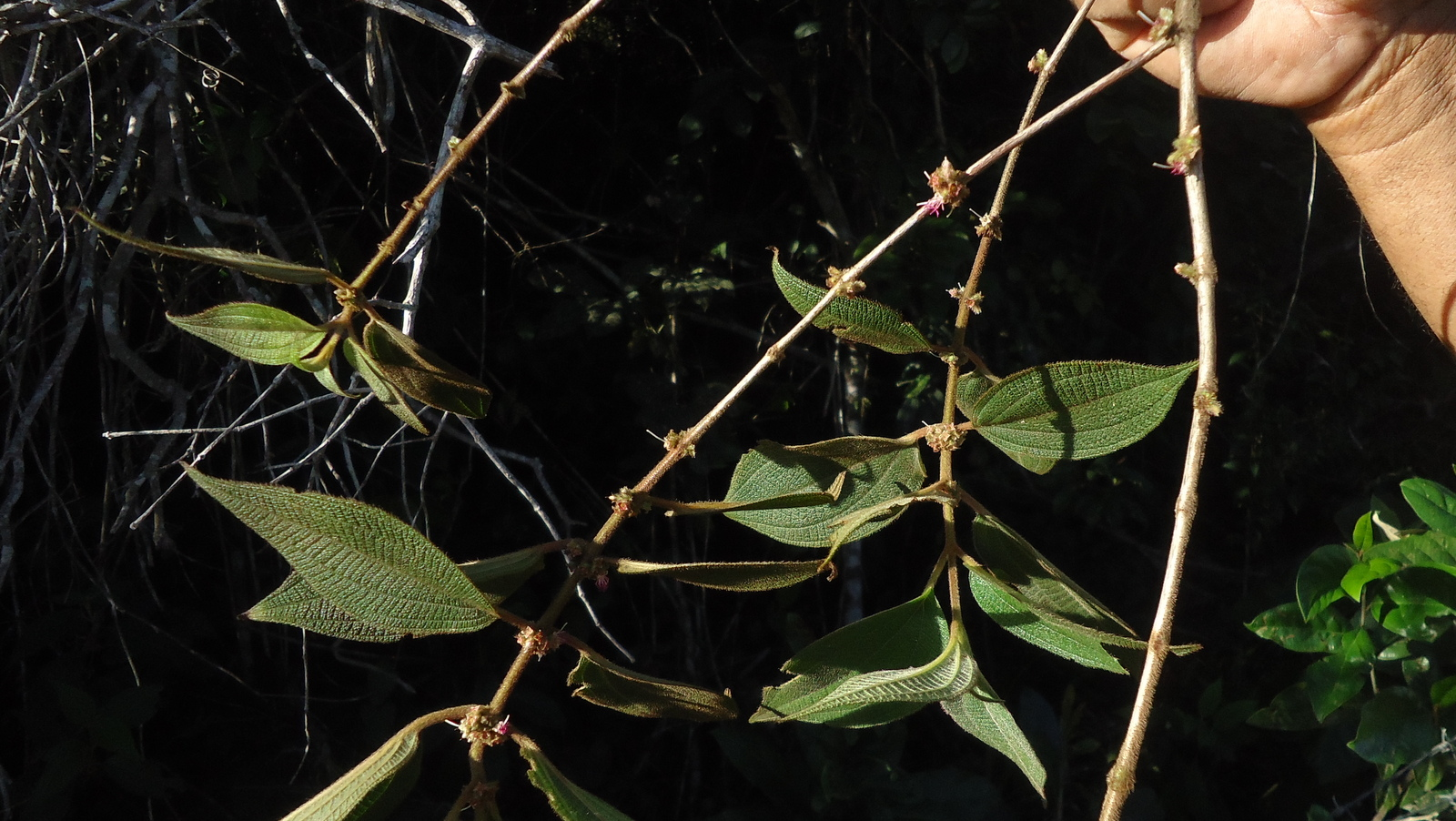
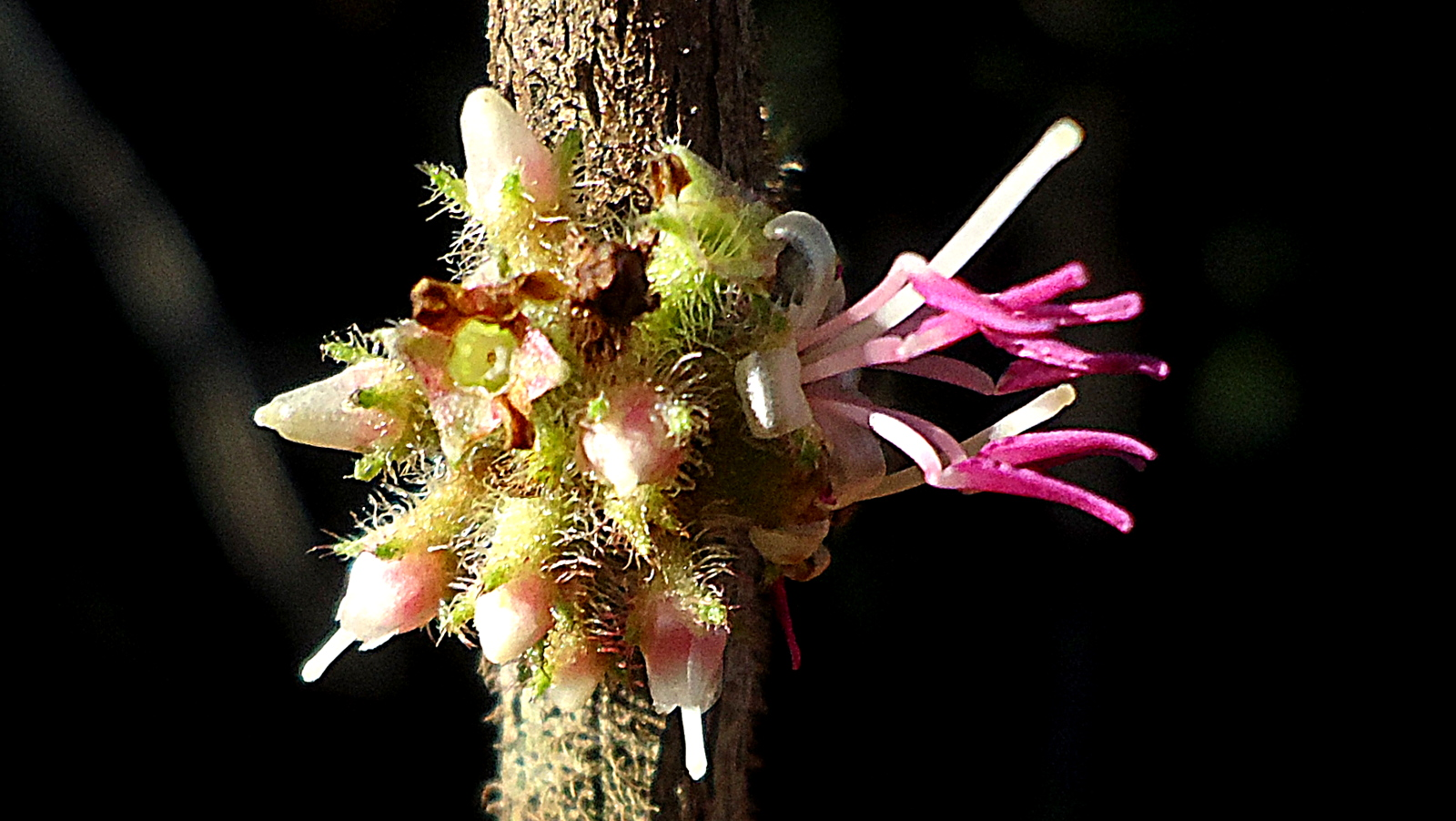
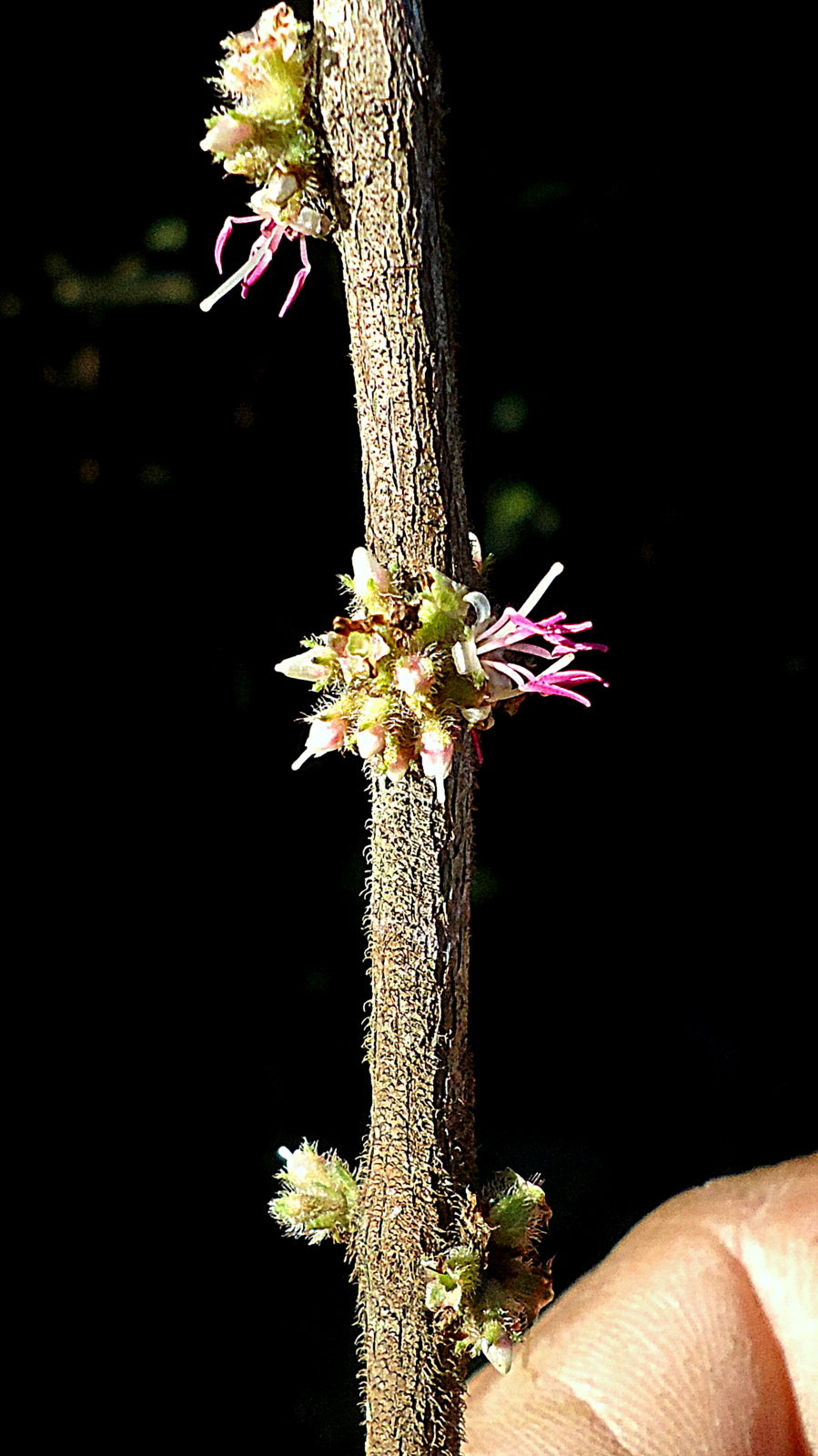
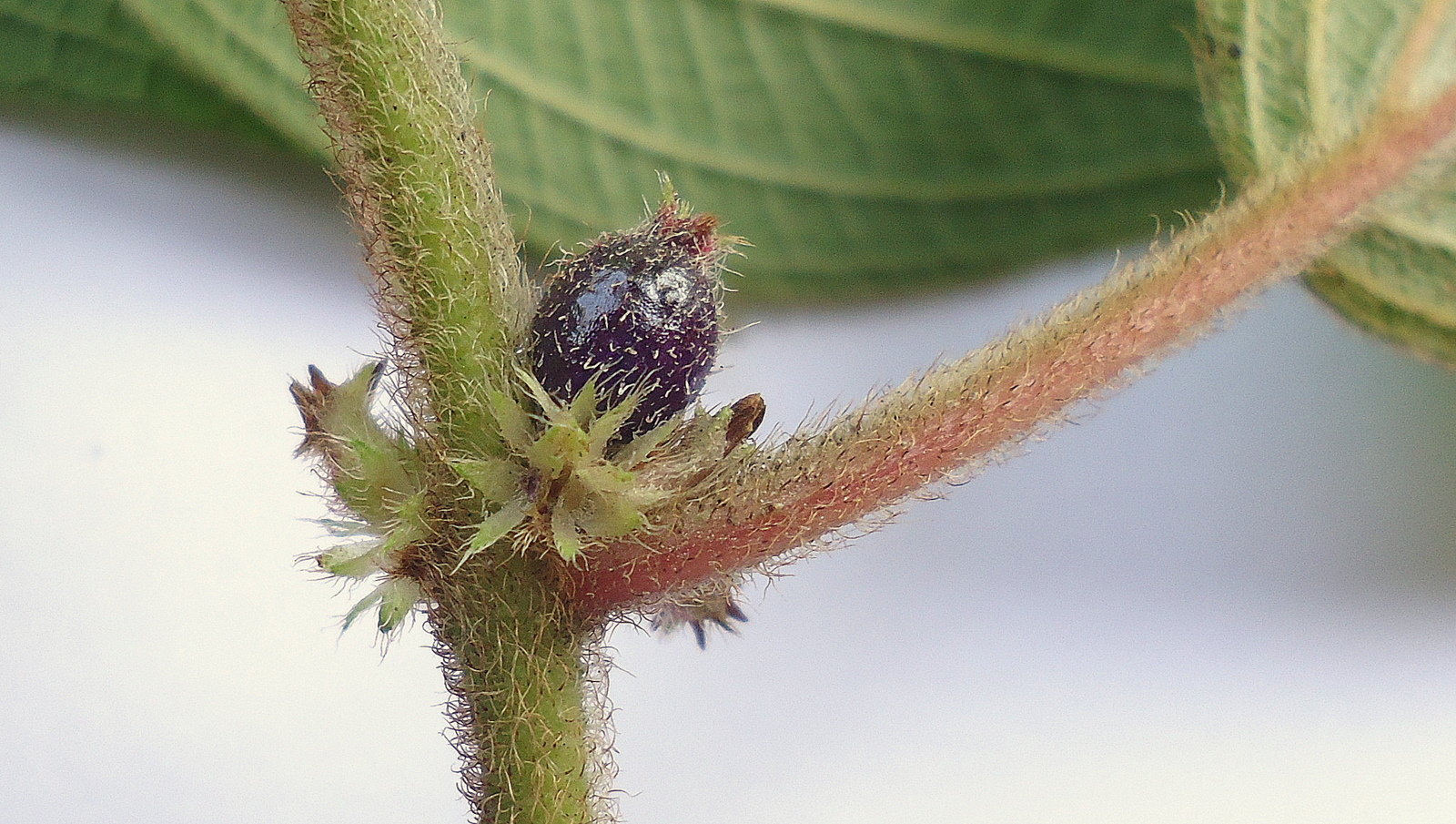
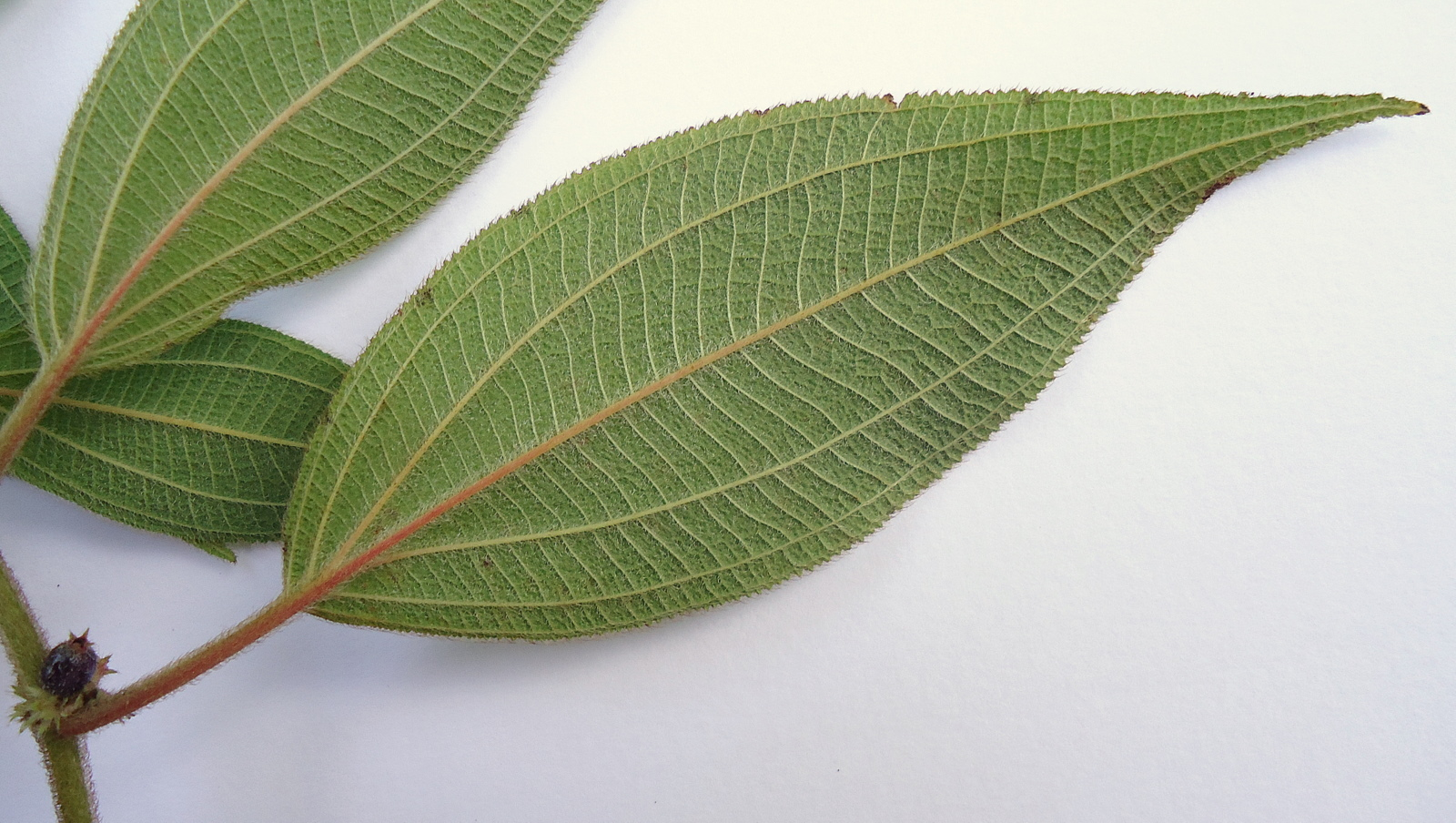
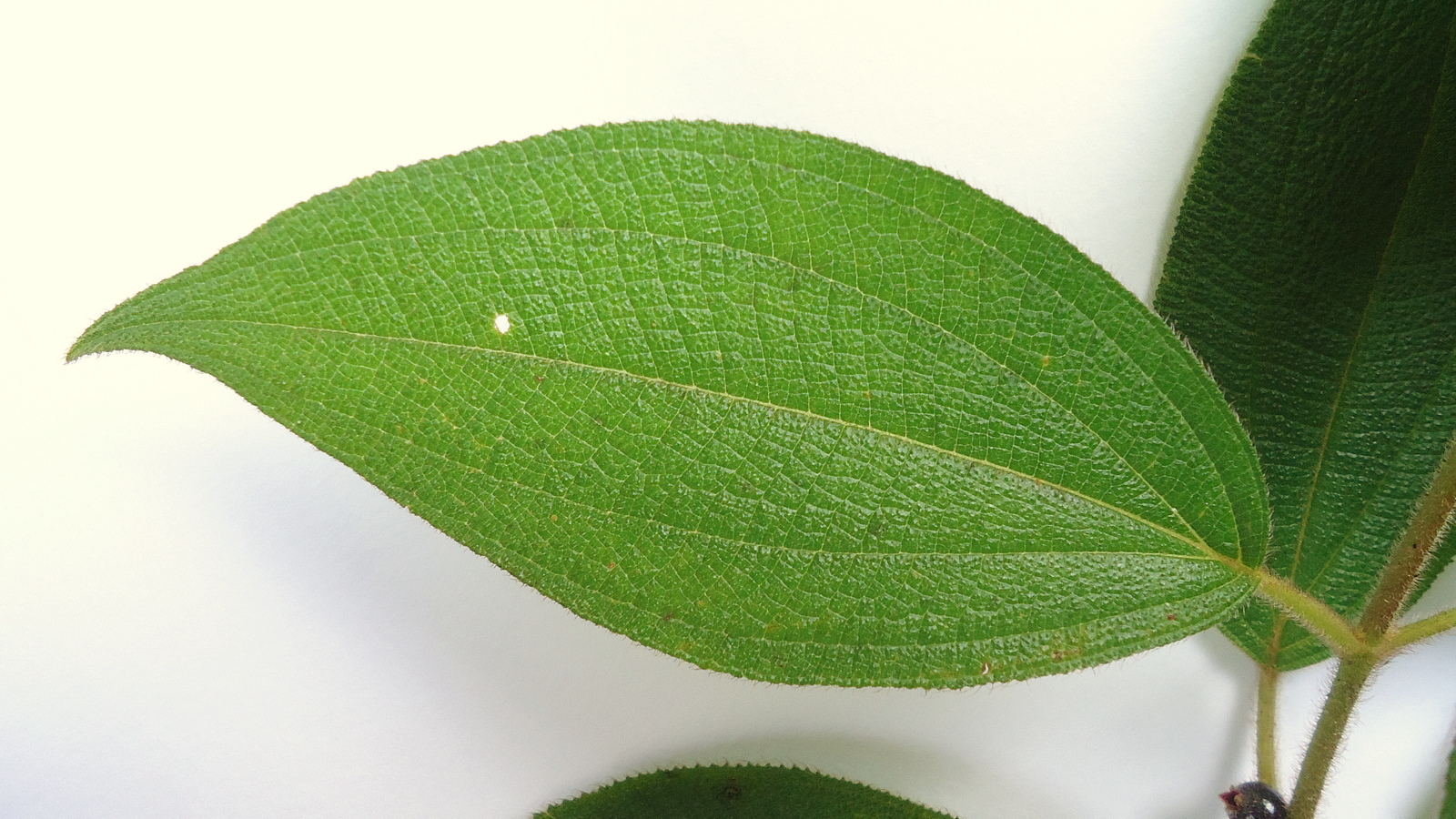
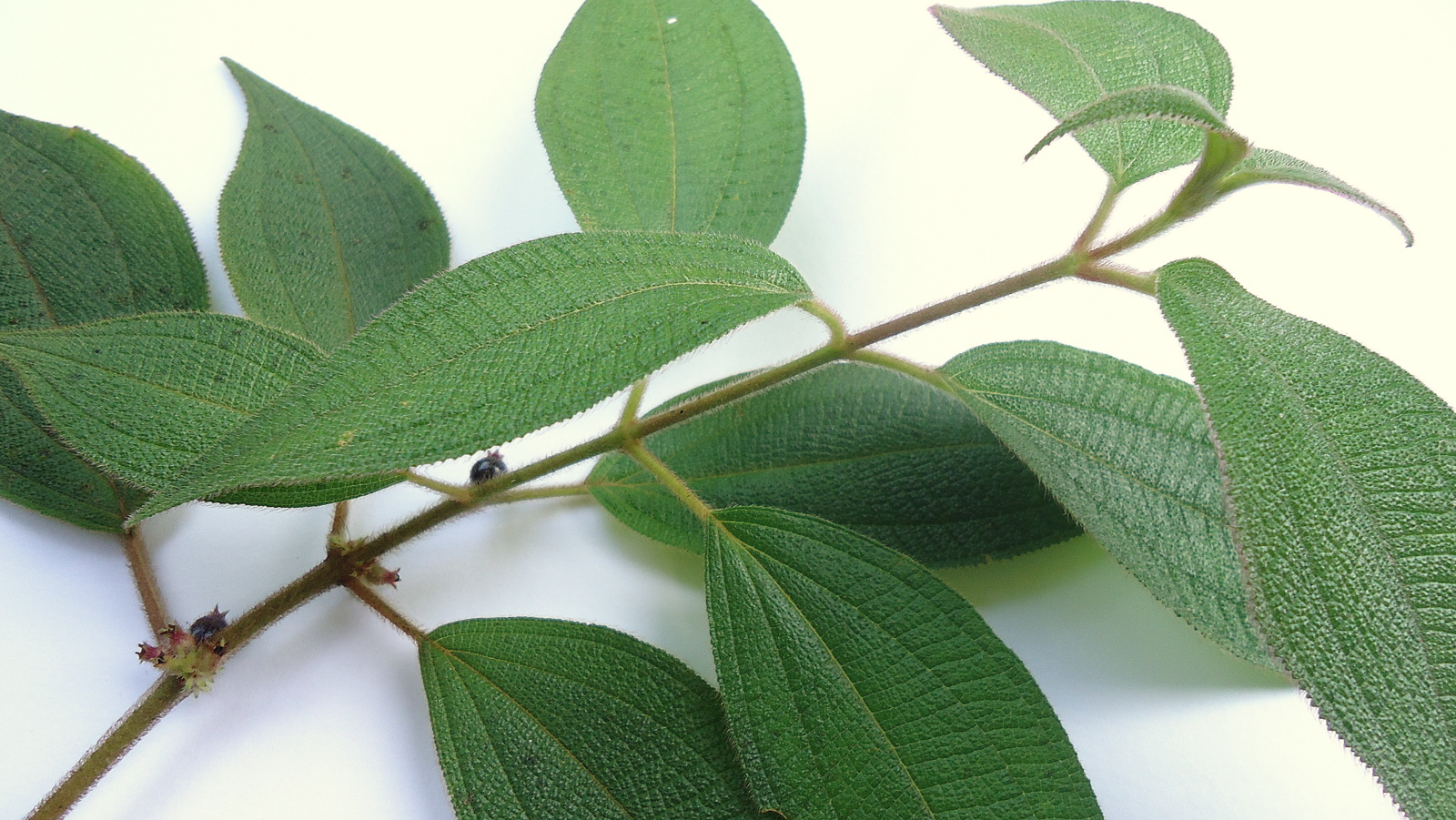
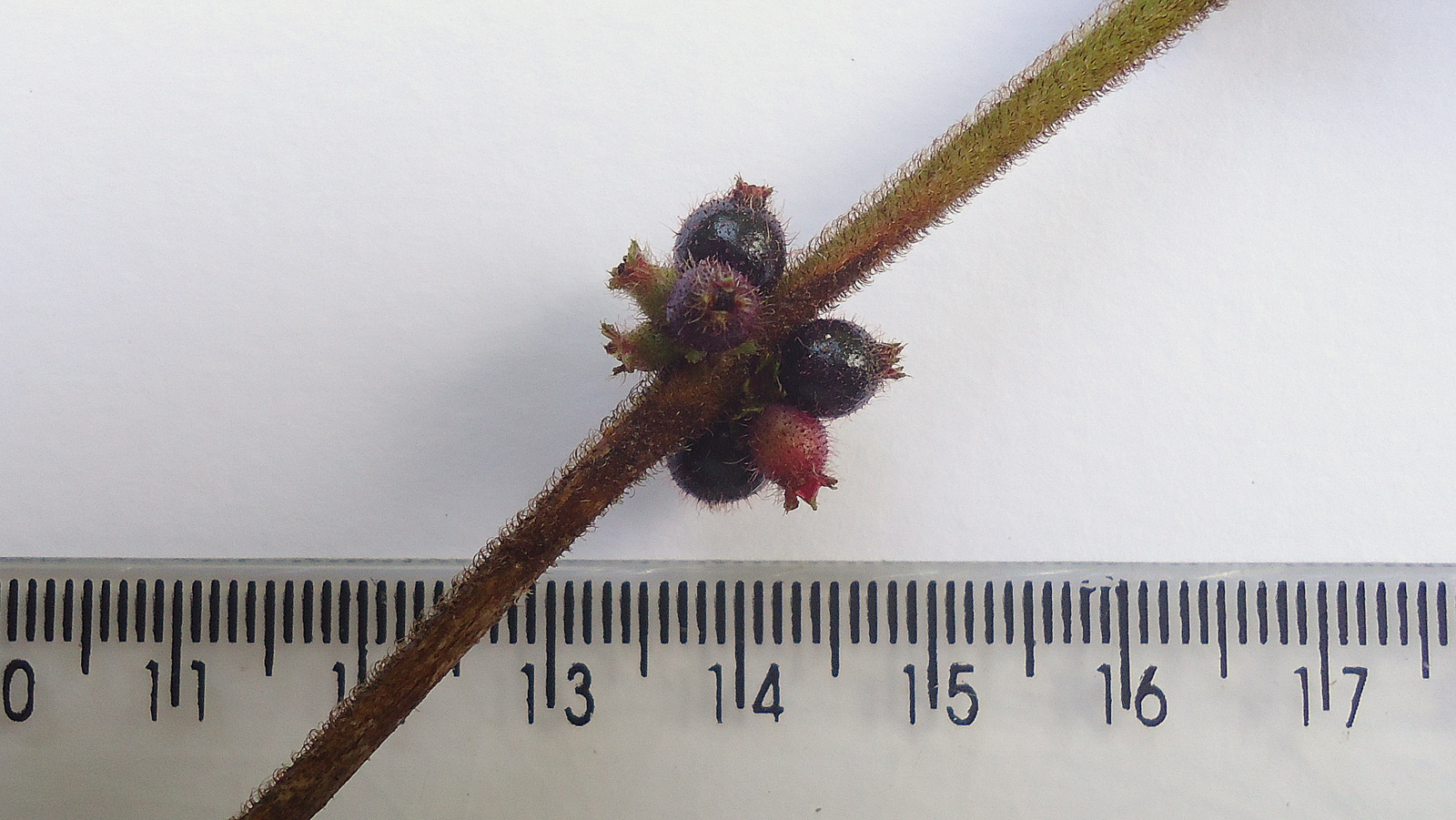
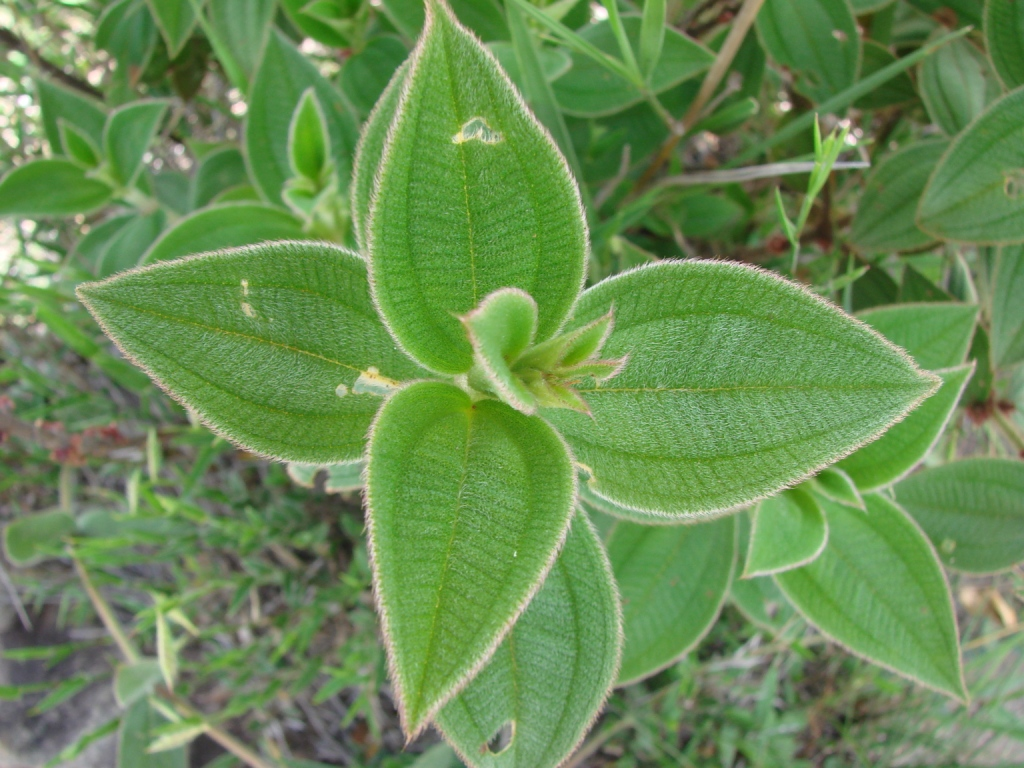
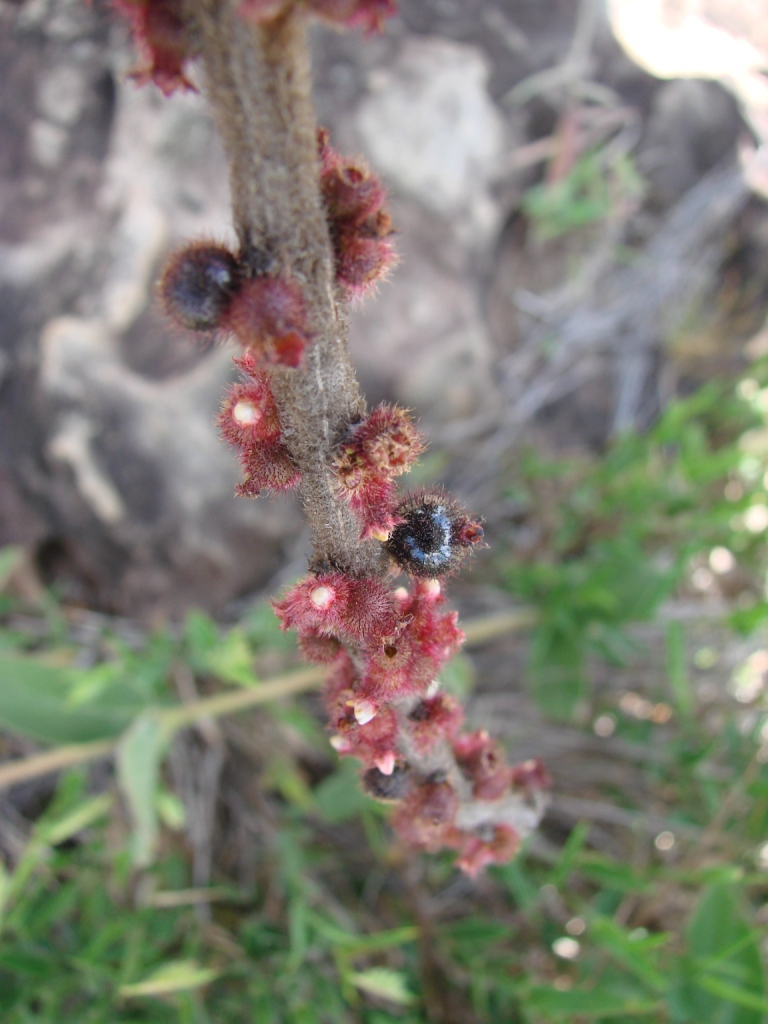
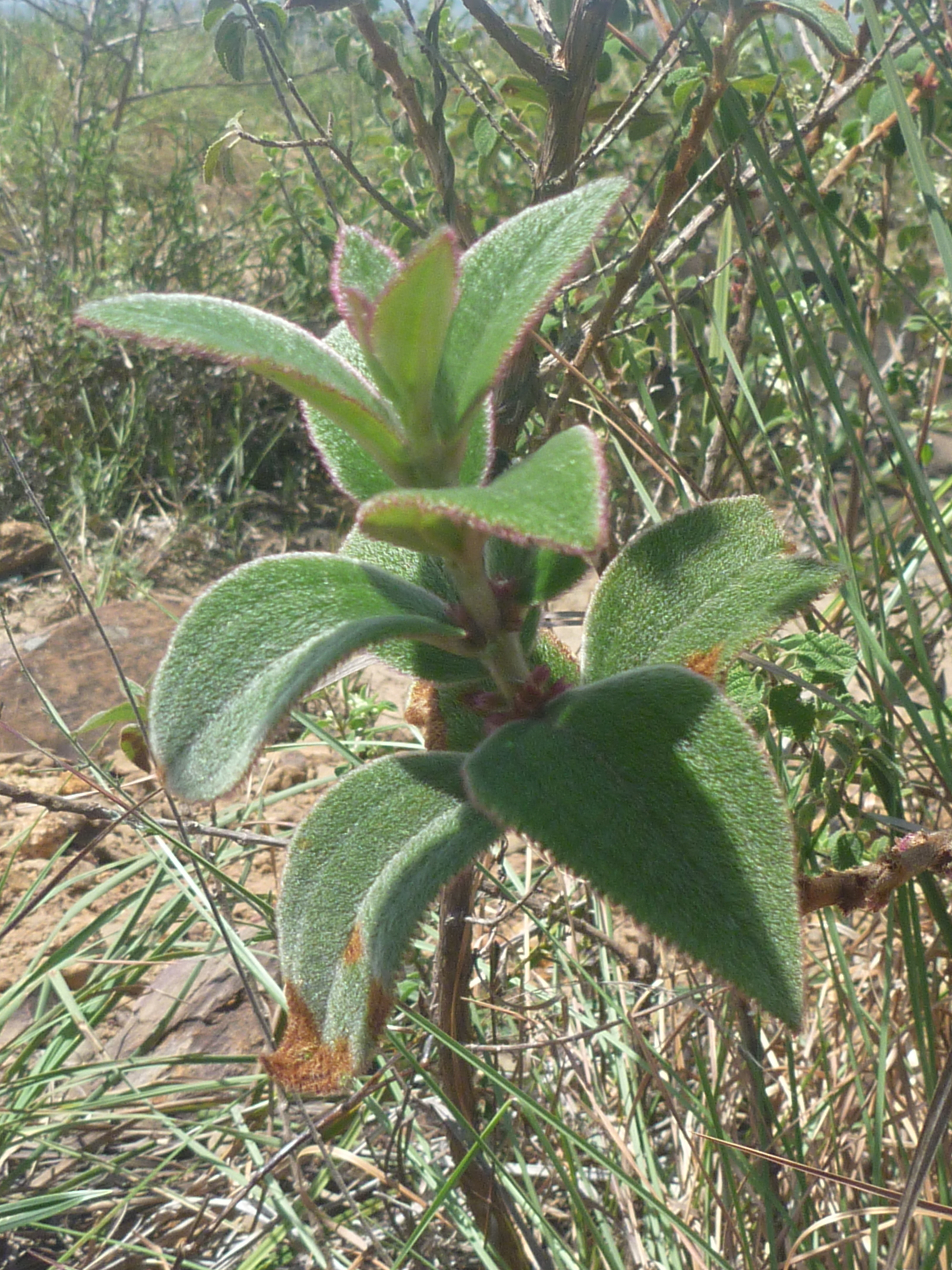